# Rhoys Wiggins
Rhoys Barrie Wiggins (London, Anglia, 1987. november 4. –) walesi labdarúgó, aki jelenleg a Bournemouth-ban játszik, balhátvédként.

## Pályafutása
Wiggins a Crystal Palace ifiakadémiáján nevelkedett. 2006-ban, amikor a tartalékok között már állandó kezdőnek számított, meghívót kapott a felnőtt csapat nyári amerikai felkészülési túrájára. A londoniak fiókcsapata, a Crystal Palace Baltimore elleni barátságos meccsen azonban térdszalagszakadást szenvedett, ami miatt az egész 2006/07-es idényt ki kellett hagynia, így nem volt lehetősége helyet szerezni magának az első csapatnál. Sérülése többször is kiújult, így a következő szezon nagy részében sem volt bevethető. A Palace menedzsere, Neil Warnock ennek ellenére úgy döntött, hogy szerződést hosszabbít vele, hogy később bizonyíthasson.
A 2009-es U21-es labdarúgó-Európa-bajnokság rájátszásában olyan jól teljesített a walesi U21-es válogatott színeiben, hogy rövidesen játéklehetőséget kapott a Crystal Palace felnőtt csapatában. Azonban mindössze egy bajnokit játszhatott, mielőtt kölcsönadták volna a Bournemouth-nak a 2008/09-es szezon hátralévő részére. Miután 2009 nyarán lejárt a szerződése a londoni csapattal, dönthetett, hogy marad-e náluk, vagy új klubot keres magának. Végül a Norwich Cityt választotta. Miután ott sem kapott játéklehetőséget, 2010. január 22-én visszatért kölcsönben a Bournemouth-hoz. Egy hónapra szóló kölcsönszerződését később még egy hónappal meghosszabbította a csapat.
2010 nyarán Wiggins véglegesen is a Bournemouth-hoz igazolt. Egy Dagenham & Redbridge ellen 3-0-ra megnyert bajnokin megszerezte pályafutása első gólját, majd egy héttel később a másodikat is, az Oldham Athletic ellen, egy távoli szabadrúgásból. Jó teljesítményének köszönhetően a walesi felnőtt válogatottba is meghívót kapott, de végül nem lépett pályára.
2011. június 30-án a Charlton Athletichez szerződött. Szeptember 17-én megszerezte első gólját új csapatában, a Rochdale idegenbeli legyőzése során. Sikerült kiszorítania a kezdőből Cedric Evinát és a csapat első számú balhátvédje lett. 2012 áprilisában a labdarúgók szavazásán bekerült az év csapatába az angol harmadosztályban. 2014. január 30-án új, 2018-ig szóló szerződést írt alá a Charltonnal.
2015. augusztus 5-én a Sheffield Wednesday ismeretlen összeg ellenében leigazolta Wigginst. Hat nappal később, egy Mansfield Town elleni Ligakupa-győzelem alkalmával debütált. 2016. január 30-án visszatért a Bournemouth-hoz, miután minden sorozatot egybevéve mindössze kilencszer játszhatott a Sheffieldben.

## Válogatott pályafutása
A Crystal Palace-nál töltött ideje alatt Wiggins a walesi U21-es válogatott állandó tagja lett. Az ott nyújtott jó teljesítménye miatt 2006 májusában a felnőtt csapatba is meghívták, egy Trinidad és Tobago elleni barátságos meccsre, de nem kapott játéklehetőséget. 2014 októberében ismét meghívót kapott, ezúttal a Bosznia-Hercegovina és Ciprus elleni Eb-selejtezőkre, de ezúttal sem léphetett pályára.

## Külső hivatkozások
- Rhoys Wiggins pályafutásának statisztikái a Soccerbase oldalon (angolul)